# جونگ کیونگ-اون
جونگ کیونگ-اون (انگلیسی: Jung Kyung-eun؛ زادهٔ ۲۰ مارس ۱۹۹۰) بدمینتون‌باز اهل کره جنوبی است.